# Port Clinton, Pennsylvania
Port Clinton là một thị trấn thuộc quận Schuylkill, tiểu bang Pennsylvania, Hoa Kỳ. Năm 2010, dân số của thị trấn này là 326 người.